# 何塞·胡里安·德·拉·库埃斯塔
何塞·胡里安·德·拉·库埃斯塔·埃雷拉（José Julián de la Cuesta Herrera，1983年2月10日—），哥伦比亚足球运动员，场上位置后卫。
德·拉·库埃斯塔2000年成为职业运动员，效力于麦德林国民竞技足球俱乐部。2002年，他转会奥地利维也纳足球俱乐部，次年又转入加的斯足球俱乐部，效力期间曾于2006年被租往皇家巴利亚多利德足球俱乐部一年。
德·拉·库埃斯塔2005年首次入选哥伦比亚国家足球队，共曾代表国家队出场21次，打入1球。